# Mike Baldwin
Mike Baldwin (Pasadena, 15 gennaio 1955) è un pilota motociclistico statunitense ritiratosi dall'attività agonistica nel 1991.

## Carriera
Baldwin nella sua carriera ha corso nel campionato AMA Superbike durante gli anni ottanta e anche nel motomondiale e nel mondiale superbike. Ha vinto cinque volte il campionato AMA nella classe Formula 1, ed è stato il vincitore della prima edizione della 8 ore di Suzuka nel 1978, per poi ripetersi nel 1981 e nel 1984.
Le sue partecipazioni al motomondiale sono state in varie stagioni tra il 1979 e il 1988, alla guida di moto diverse. Il suo miglior risultato finale è un 4º posto nel 1986, stagione nella quale ha corso con una Yamaha YZR 500 gestita dal team Lucky Strike Roberts.
Nel 1987 è stato coinvolto in un grave incidente sul circuito di Hockenheim che gli ha pregiudicato buona parte dell'annata di gare.
Nel 1991 decide di ritirarsi dall'agonismo attivo e, nel 2001, è entrato nella AMA Motorcycle Hall of Fame.

## Risultati in gara

### Motomondiale
| 1979 | Classe | Moto   |   |    |   |     |   |   |   |   |   |   |   |   |   |  |  | Punti | Pos. |
| ---- | ------ | ------ | - | -- | - | --- | - | - | - | - | - | - | - | - | - |  |  | ----- | ---- |
| 1979 | 250    | Yamaha | - | NE | - | Rit | - | - | - | - | - | - | . | - | - |  |  | 0     |      |

| 1979 | Classe | Moto   |   |    |   |   |   |   |   |    |    |   |   |   |   |  |  | Punti | Pos. |
| ---- | ------ | ------ | - | -- | - | - | - | - | - | -- | -- | - | - | - | - |  |  | ----- | ---- |
| 1979 | 350    | Yamaha | - | NC | - | - | - | - | - | NE | NE | - | - | - | - |  |  | 0     |      |

| 1979 | Classe | Moto   |  |    |    |   |   |  |  |  |  |  |  |  |  |  |  | Punti | Pos. |
| ---- | ------ | ------ |  | -- | -- | - | - |  |  |  |  |  |  |  |  |  |  | ----- | ---- |
| 1979 | 500    | Suzuki |  | 14 | 10 | 5 | 3 |  |  |  |  |  |  |  |  |  |  | 17    | 13º  |

| 1981 | Classe | Moto   |  |  |     |  |     |  |     |  |  |  |  |  |  |  |  | Punti | Pos. |
| ---- | ------ | ------ |  |  | --- |  | --- |  | --- |  |  |  |  |  |  |  |  | ----- | ---- |
| 1981 | 500    | Suzuki |  |  | Rit |  | Rit |  | Rit |  |  |  |  |  |  |  |  | 0     |      |

| 1985 | Classe | Moto  |   |   |     |    |   |  |     |    |    |  |   |   |  |  |  | Punti | Pos. |
| ---- | ------ | ----- | - | - | --- | -- | - |  | --- | -- | -- |  | - | - |  |  |  | ----- | ---- |
| 1985 | 500    | Honda | 9 | 7 | Rit | 11 | 7 |  | Rit | 11 | 10 |  | 7 | 8 |  |  |  | 18    | 11º  |

| 1986 | Classe | Moto   |   |   |   |   |   |   |     |   |    |   |   |  |  |  |  | Punti | Pos. |
| ---- | ------ | ------ | - | - | - | - | - | - | --- | - | -- | - | - |  |  |  |  | ----- | ---- |
| 1986 | 500    | Yamaha | 3 | 3 | 3 | 5 | 5 | 3 | Rit | 4 | 18 | 3 | 4 |  |  |  |  | 78    | 4º   |

| 1987 | Classe | Moto   |     |     |    |  |  |  |  |  |  |  |  |  |     |    |   | Punti | Pos. |
| ---- | ------ | ------ | --- | --- | -- |  |  |  |  |  |  |  |  |  | --- | -- | - | ----- | ---- |
| 1987 | 500    | Yamaha | Rit | Rit | NP |  |  |  |  |  |  |  |  |  | Rit | 10 | 6 | 6     | 18º  |

| 1988 | Classe | Moto  |  |    |     |  |  |  |  |  |    |    |    |    |  |  |  | Punti | Pos. |
| ---- | ------ | ----- |  | -- | --- |  |  |  |  |  | -- | -- | -- | -- |  |  |  | ----- | ---- |
| 1988 | 500    | Honda |  | 10 | Rit |  |  |  |  |  | 20 | 14 | 13 | 13 |  |  |  | 14    | 19º  |

| Legenda | 1º posto        | 2º posto            | 3º posto            | A punti      | Senza punti        | Grassetto – Pole position Corsivo – Giro più veloce |
| Legenda | Gara non valida | Non qual./Non part. | Ritirato/Non class. | Squalificato | '-' Dato non disp. | Grassetto – Pole position Corsivo – Giro più veloce |

### Campionato mondiale Superbike
| 1989 | Moto   |  |  |  |  |   |   |   |     |  |  |   |   |     |    |   |   |     |     |  |  |  |  | Punti | Pos. |
| ---- | ------ |  |  |  |  | - | - | - | --- |  |  | - | - | --- | -- | - | - | --- | --- |  |  |  |  | ----- | ---- |
| 1989 | Bimota |  |  |  |  | 8 | 6 | 7 | Rit |  |  | 2 | 5 | Rit | 20 | 6 | 7 | Rit | Rit |  |  |  |  | 74    | 12º  |

| Legenda | 1º posto        | 2º posto            | 3º posto           | A punti      | Senza punti        | Grassetto – Pole position Corsivo – Giro più veloce |
| Legenda | Gara non valida | Non qual./Non part. | Ritirato/Non class | Squalificato | '-' Dato non disp. | Grassetto – Pole position Corsivo – Giro più veloce |